# Jevgēņijs Saproņenko
Jevgēņijs Saproņenko (ur. 11 listopada 1978) – łotewski gimnastyk. Srebrny medalista olimpijski z Aten.
Igrzyska w 2004 były jego jedyną olimpiadą. Zajął drugie miejsce w skoku przez konia, wyprzedził go jedynie Hiszpan Gervasio Deferr. Specjalizował się właśnie w skoku. W tej samej konkurencji był srebrnym medalistą mistrzostw świata (1999 i 2001) oraz mistrzem (2005) i wicemistrzem Europy (2004).